# EMS Synthi AKS

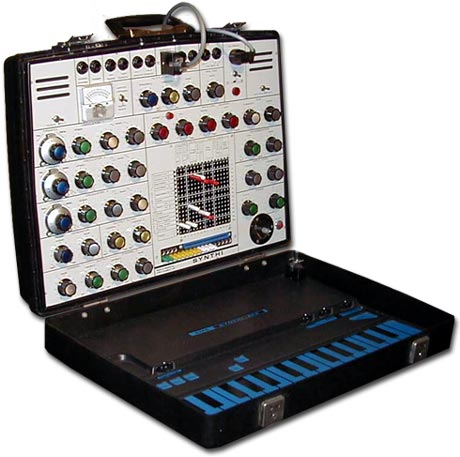
EMS Synthi AKS

L'EMS Synthi AKS era un sintetizzatore analogico portatile prodotto dalla Electronic Music Studios a partire dal 1972. Si trattava di una versione con tastiera virtuale e sequenziatore dell'EMS Synthi A.

## Caratteristiche
Il Synthi AKS era famoso per il funzionamento a spinotti del suo sequencer, mentre il resto delle sue parti aveva un funzionamento analogo a quelle del VCS3, con tre oscillatori VCO ed un unico sistema di patch. In conclusione si trattava di un sintetizzatore analogico ridotto alle dimensioni minime per renderlo portatile.

## Utilizzi
Il Synthi AKS venne usato molto da Brian Eno nei suoi lavori in stile art rock ed ambient. In particolare, egli sfruttava molto la funzione di modifica dei gruppi di segnali per aggiungere colore alla sua voce come facevano anche Robert Fripp e Phil Manzanera. I membri della prima band di Eno, Roxy Music, avevano presumibilmente richiesto il suo ingresso nella band dopo averlo visto suonare per pochi minuti l'AKS.
Jean-Michel Jarre utilizzò il sintetizzatore nei suoi album Oxygène ed Équinoxe, e durante il suo recente tour Oxygène 30th Anniversary Tour. Altri artisti che utilizzarono il Synthi AKS furono i Pink Floyd nel brano On the Run, proveniente dall'album The Dark Side of the Moon (1973), l'italiano Alan Sorrenti nell'album omonimo del 1974, Czesław Niemen, nell'album Katharsis (1975).
Anche Klaus Schulze utilizzava spesso questo sintetizzatore.